# Włodzimierz Sedlak
Włodzimierz Sedlak (ur. 31 października 1911 w Sosnowcu, zm. 17 lutego 1993 w Radomiu; ps. „Waldek”) – polski duchowny katolicki, profesor Katolickiego Uniwersytetu Lubelskiego, twórca polskiej szkoły bioelektroniki, elektromagnetycznej teorii życia oraz pojęcia wszechpróżni.
Honorowy obywatel Radomia i Skarżyska-Kamiennej.

## Życiorys
Urodził się w biednej, wielodzietnej, górniczej rodzinie w Sielcu – obecnej dzielnicy Sosnowca. W poszukiwaniu pracy jego rodzina przeniosła się w 1919 roku do Suchedniowa, a następnie w 1920 roku do Skarżyska-Kamiennej. Po uzyskaniu matury w 1930 roku w gimnazjum matematyczno-przyrodniczym w Skarżysku-Kamiennej wstąpił do Seminarium Duchownego w Sandomierzu, gdzie w 1935 roku otrzymał święcenia kapłańskie.
Jako ksiądz podjął pracę prefekta w Ćmielowie (1935–1939), a następnie w Siennie (1939–1948), gdzie podczas wojny prowadził tajne nauczanie. Po II wojnie światowej, dzięki jego staraniom, w Siennie powstały Szkoła Rzemiosł i istniejące do dzisiaj Liceum Ogólnokształcące, które od 1992 roku nosi imię swego założyciela.
W 1946 roku ks. Włodzimierz Sedlak podjął studia na Wydziale Matematyczno-Przyrodniczym Uniwersytetu im. Marii Curie-Skłodowskiej w Lublinie, gdzie uzyskał w 1949 roku dyplom magistra z antropologii, a w 1950 roku – z pedagogiki. W 1951 roku otrzymał na UMCS stopień doktora za rozprawę Zmienność organizmu jako podstawa biologiczna wychowania.
W 1952 roku przeniósł się do Radomia, a w 1960 roku rozpoczął pracę na Wydziale Filozofii Chrześcijańskiej Katolickiego Uniwersytetu Lubelskiego. W 1966 roku uzyskał stopień doktora habilitowanego z biologii teoretycznej za rozprawę Możliwość odtworzenia początków ewolucji organicznej na podstawie komponenta krzemowego, a następnie objął kierownictwo utworzonej, decyzją Rady Wydziału, Katedry Biologii Teoretycznej. W roku 1974 został profesorem nadzwyczajnym, a w 1980 roku – profesorem zwyczajnym.
Zmarł w Radomiu 17 lutego 1993 roku. Został pochowany na cmentarzu komunalnym w Radomiu.

## Edukacja
Początki edukacji Włodzimierza Sedlaka przypadają na okres pobytu w Sosnowcu, gdzie pobierał lekcje prywatne. Po przeniesieniu się do Suchedniowa, tam również uczył się prywatnie. Po krótkim, dwuletnim pobycie w szkole powszechnej Siemianowskiego, podjął próbę nauki w gimnazjum. Wyniki egzaminów wstępnych w 1922 roku nie były jednak pomyślne. Kolejna próba dostania się do gimnazjum zakończyła się powodzeniem w czerwcu 1923 roku; Sedlak został przyjęty od razu do II klasy.
Gimnazjum, w którym uczył się Sedlak miało profil początkowo humanistyczny, jednak w kolejnych latach zmierzał w kierunku przyrodniczo-matematycznym.

## Działalność naukowa
Włodzimierz Sedlak był naukowcem, którego działalność obejmowała wiele różnych dyscyplin: bioelektronikę (której jest jednym z twórców), archeologię, geologię, paleontologię, paleobiochemię, paleobiofizykę i inne.
Do najważniejszych sformułowanych przez niego hipotez należą:
- koncepcje powstania życia przy istotnym udziale związków krzemu,
- koncepcja bioplazmy,
- koncepcja elektromagnetycznej natury życia, nazwana bioelektroniką[4].

Działalność badawczą rozpoczął tuż po ukończeniu studiów w latach 50. od uczestnictwa w badaniach starożytnego hutnictwa w Górach Świętokrzyskich, gdzie w 1957 roku odnalazł piryt na Łysej Górze, a w 1959 roku – łupki żelaza ze starożytnego wytopu oraz opracował rekonstrukcję wytopu żelaza w dymarce.

### Badania paleontologiczne
Z warstw kwarcytowych kambru na Łysej Górze opisał meduzy krążkopławów z rodzaju Camptostroma oraz ślimaki. Później odkrył struktury, które uznał za archeocjaty, jednak ostatecznie wydzielił je w odrębny, nowo ustanowiony, rząd fauny Corallicyathida (a w jego obrębie dwa nowe rodzaje: Heliomiria (gatunek H. cyathioformis) i Silimorpha (gatunek S. corallina)), o nieznanej przynależności do gromady i typu (incerte sedis). W 1980 r. opublikował odkrycie licznych skamieniałości w kwarcytach kambryjskich na południowych zboczach Łysej Góry. Skamieniałości te uznał za pozostałości krasnorostów z rodzajów Epiphyton i Erbina, potwierdzające postulowany przez Sedlaka wczesnokambryjski wiek kwarcytów z Łysej Góry. W późniejszym okresie biologiczne pochodzenie struktur uznanych za Corallicyathida oraz glony doczekało się krytyki. Wiek kwarcytów z Łysej Góry uznany przez Sedlaka na podstawie znalezionych przez niego skamieniałości za wczesnokambryjski obecnie określany jest jako młodszy – środkowo-późnokambryjski
W 1959 roku Sedlak opublikował hipotezę na temat krzemowych początków życia.
W roku 1967 rozpoczął pracę nad bioelektroniką, według której reakcje chemiczne i procesy elektroniczne w organicznych półprzewodnikach są związane zależnościami kwantowo-mechanicznymi i stał się jednym z jej prekursorów na świecie. W 1967 roku opublikował też pracę, w której pojawiła się wzmianka o możliwości istnienia bioplazmy – piątego stanu materii obecnego jedynie w organizmach żywych. W 1969 roku sformułował koncepcję elektromagnetycznej teorii życia mówiącą, iż wszystkie procesy życiowe zachodzą na poziomie kwantowym dzięki sprzężeniom reakcji chemicznych z procesami elektronicznymi w środowisku półprzewodnikowym takim jakim są białka i przejawiają się emisją światła lub innych fal elektromagnetycznych.
W książce Na początku było jednak światło wprowadził termin wszechpróżni (wszechniebytu), opisujący pierwotną, nieskończoną próżnię, która istniała przed powstaniem świata.

### Kontrowersje
Większość prac ks. prof. Sedlaka wykraczała poza dotychczasowy paradygmat nauk biologicznych, sposób prezentacji idei i ich uzasadnienie zwykle nie przystawały do standardowych schematów prac naukowych. Wzbudzał kontrowersje i skrajnie przeciwstawne oceny. Wiele jego spekulacji zawiera elementy filozofii przyrody, on sam nie uważał siebie jednak za filozofa, ale za biologa-teoretyka.

## Twórczość
Był autorem książek i ponad 250 rozpraw i artykułów, a także scenariusza do filmu pod tytułem Krzem – pierwiastek młodości. Najważniejsze pozycje jego twórczości to:
Książki naukowe
- Rola krzemu w ewolucji biochemicznej życia, Państwowe Wydawnictwo Naukowe, 1967
- Bioelektronika 1967–1977, Wydawnictwo PAX 1979
- Postępy fizyki życia, Wydawnictwo PAX 1984
- Kierunek – początek życia. Narodziny paleobiochemii krzemu, 1985. Redakcja Wydawnictw Katolickiego Uniwersytetu Lubelskiego
- Wprowadzenie w bioelektronikę, Zakład Narodowy im. Ossolińskich, 1988

Książki popularnonaukowe
- U źródeł nowej nauki. Paleobiochemia, tom 246 serii wydawniczej Omega, Wiedza Powszechna, 1973
- Bioelektronika – środowisko – człowiek, 1980. Zakład Narodowy im. Ossolińskich.
- Homo electronicus, 1980 (Państwowy Instytut Wydawniczy), 1994, 2005 (Wyd. Continuos)
- Na początku było jednak światło, 1986 Państwowy Instytut Wydawniczy
- Inną drogą, 1988 PAX

Książki autobiograficzne i wspomnieniowe
- Życie jest światłem, PAX 1985 (2004 Wyd. Continuo)
- W pogoni za nieznanym, 1990 Wyd. Lubelskie (2002 – Wyd. Continuo)
- Człowiek i Góry Świętokrzyskie, 1993 „Książka i Wiedza” (wyd. z 2001 – Wyd. Continuo)
- Listy do Matki, 1997, Wyd. Continuo
- Pamiętnik I. Antek z Ćmielowa, 1999, Wyd. Continuo
- Pamiętnik II. Uciekaj do dziury, 2001 Wyd. Continuo
- Pamiętnik III. Nie dla głupich, 2003 Wyd. Continuo
- Pamiętnik IV. Ziemia Święta i nie tylko…, 2004 Wyd. Continuo
- Pamiętnik V. Żywot uczonego. 2006, Wyd. Continuo
- Pamiętnik VI. Dzieje mojej duszy. 2008, Wyd. Continuo
- Pamiętnik VII. Abraham na rozdrożu. 2009, Wyd. Continuo
- Pamiętnik VIII. Byłem tylko człowiekiem. 2010, Wyd. Continuo

Religijne
- Technologia Ewangelii, Wyd. Pallottinum 1989
- Zagubiony Bóg. Wyd. Pallottinum, 1996
- Boży kram, 1998 Wyd. Continuo

Inne pozycje książkowe
- Wykłady o bioelektronice, 1987 Alma Press
- Teologia światła, czyli sięganie nieskończoności, 1997 Wyd. Continuo

### Aforyzmy isłowotwórstwo
Dorobek piśmienniczy ks. Sedlaka jest przedmiotem badań pod kątem ich wartości słowotwórczej i wkładu w rozwój języka polskiego. Jego aforyzymy są rozpatrywane jako innowacyjne na równi z jego teoriami naukowymi.

## Patron
Włodzimierz Sedlak jest patronem Powiatowej i Miejskiej Biblioteki Publicznej w Skarżysku-Kamiennej, Liceum Ogólnokształcącego w Siennie, Szkoły Podstawowej nr 9 w Skarżysku-Kamiennej oraz dwóch ulic: na osiedlu Planty w Radomiu i w Sosnowcu.